# Lone Pleth Sørensen
Lone Pleth Sørensen gift Hasløv (født 2. oktober 1966) er en tidligere dansk atlet.
Pleth Sørensen var medlem af Sparta Atletik, men var frem til 1988 i Skovbakken. Hun vandt fire danske mesterskaber i højdespring.

## Danske mesterskaber
- Sølv 1996 Højdespring 1,73
- Sølv 1995 Højdespring 1,74
- Bronze 1992 Højdespring 1,68
- Sølv 1991 Højdespring 1,74
- Guld 1990 Højdespring 1,77
- Bronze 1990 Højdespring inde 1,75
- Guld 1989 Højdespring 1,77
- Guld 1989 Højdespring inde 1,74
- Bronze 1988 Højdespring 1,68
- Bronze 1987 Højdespring 1,65
- Sølv 1986 Højdespring 1,69
- Guld 1983 Højdespring 1,74
- Sølv 1982 Højdespring 1,71

## Personlige rekorder
- Højdespring: 1,80 Viseu, Portugal 23. juni 1991

## Dansk ungdomsrekord
- Højdespring 15-årige: 1,74 Århus Stadion 12. september 1991